# Campeonato Mundial de Atletismo de 2005 - 400 m com barreiras feminino
A competição dos 400 metros com barreiras feminino no Campeonato Mundial de Atletismo de 2005 foi realizada no Estádio Olímpico, em Helsinque, na Finlândia, ente os dias 10 a 13 de agosto de 2005.

## Recordes
Antes desta competição, os recordes mundiais e do campeonato nesta prova eram os seguintes:
| Tipo                  | Atleta            | Tempo | Local      | Data                 |
| --------------------- | ----------------- | ----- | ---------- | -------------------- |
|                       | Yuliya Pechonkina | 52.34 | Tula       | 8 de agosto de 2003  |
| Recorde do campeonato | Kim Batten        | 52.61 | Gotemburgo | 11 de agosto de 1995 |

## Medalhistas
| Ouro                    | Prata                | Bronze              |
| Yuliya Pechonkina (RUS) | Lashinda Demus (USA) | Sandra Glover (USA) |

## Calendário
Todos os horários estão no horário local (UTC+2)
| Data         | Horário | Fase          |
| ------------ | ------- | ------------- |
| 10 de agosto | 13:00   | Eliminatórias |
| 11 de agosto | 19:50   | Semifinal     |
| 13 de agosto | 19:05   | Final         |

## Resultados

### Eliminatórias
Qualificação: Os 4 primeiros de cada bateria (Q) e os 4 melhores tempos (q) avançam para as semifinais.
Bateria 1
| Pos. | Atleta                | Nacionalidade | Tempo | Notas |
| ---- | --------------------- | ------------- | ----- | ----- |
| 1    | Yuliya Pechonkina     | Rússia        | 53.77 | Q     |
| 2    | Małgorzata Pskit      | Polónia       | 55.72 | Q     |
| 3    | Hristína Hantzí-Neag  | Grécia        | 56.15 | Q,    |
| 4    | Andrea Blackett       | Barbados      | 56.32 | Q     |
| 5    | Claudia Marx          | Alemanha      | 56.60 | q     |
| 6    | Nicola Sanders        | Grã-Bretanha  | 56.83 | q     |
| 7    | Noraseela Mohd Khalid | Malásia       | 57.58 |       |

Bateria 2
| Pos. | Atleta               | Nacionalidade | Tempo   | Notas           |
| ---- | -------------------- | ------------- | ------- | --------------- |
| 1    | Anna Jesień          | Polónia       | 55.79   | Q               |
| 2    | Benedetta Ceccarelli | Itália        | 56.00   | Q               |
| 3    | Louise Gundert       | Suécia        | 56.53   | Q               |
| 4    | Tawa Dortch          | Canadá        | 56.54   | Q               |
| 5    | Shevon Stoddart      | Jamaica       | 56.55   | q               |
| 6    | Jessica Aguilera     | Nicarágua     | 1:04.43 | Recorde pessoal |
|      | Xing Wang            | China         |         | DSQ             |

Bateria 3
| Pos. | Atleta                       | Nacionalidade  | Tempo   | Notas |
| ---- | ---------------------------- | -------------- | ------- | ----- |
| 1    | Sandra Glover                | Estados Unidos | 55.31   | Q     |
| 2    | Surita Febbraio              | África do Sul  | 55.89   | Q     |
| 3    | Marta Chrust-Rozej           | Polónia        | 56.35   | Q     |
| 4    | Zuzana Hejnová               | Chéquia        | 56.86   | Q     |
| 5    | Cora Olivero                 | Espanha        | 56.96   | q     |
| 6    | Natalya Torshina-Alimzhanova | Cazaquistão    | 58.26   |       |
| 7    | Salhate Djamalidine          | Comores        | 1:00.33 |       |

Bateria 4
| Pos. | Atleta            | Nacionalidade     | Tempo | Notas |
| ---- | ----------------- | ----------------- | ----- | ----- |
| 1    | Lashinda Demus    | Estados Unidos    | 56.63 | Q     |
| 2    | Marjolein de Jong | Países Baixos     | 56.95 | Q     |
| 3    | Oksana Gulumjan   | Rússia            | 57.21 | Q     |
| 4    | Debbie-Ann Parris | Jamaica           | 58.28 | Q     |
| 5    | Josanne Lucas     | Trinidad e Tobago | 58.99 |       |
| 6    | Aïssata Soulama   | Burquina Fasso    | 59.28 |       |
| 7    | Ilona Ranta       | Finlândia         | 59.42 |       |

Bateria 5
| Pos.              | Atleta                     | Nacionalidade  | Tempo | Notas |
| ----------------- | -------------------------- | -------------- | ----- | ----- |
| 1                 | Tetiana Tereschuk-Antipova | Ucrânia        | 56.16 | Q     |
| 2                 | Huang Xiaoxiao             | China          | 56.56 | Q     |
| 3                 | Monika Niederstätter       | Itália         | 57.18 | Q     |
| 4                 | Shauna Smith               | Estados Unidos | 58.33 | Q     |
| 5                 | Vania Stambolova           | Bulgária       | 58.99 |       |
|                   | Yevgeniya Isakova          | Rússia         |       | DNS   |
| Yevgeniya Isakova | Vietname                   |                |       | DNS   |

### Semifinal
Qualificação: Os 2 primeiros de cada bateria (Q) e os 2 melhores tempos (q) avançam para as finais.
Bateria 1
| Pos. | Atleta                     | Nacionalidade  | Tempo | Notas |
| ---- | -------------------------- | -------------- | ----- | ----- |
| 1    | Anna Jesień                | Polónia        | 54.34 | Q     |
| 2    | Huang Xiaoxiao             | China          | 54.34 | Q,    |
| 3    | Andrea Blackett            | Barbados       | 54.79 | q,    |
| 4    | Tetiana Tereschuk-Antipova | Ucrânia        | 55.13 | q,    |
| 5    | Claudia Marx               | Alemanha       | 55.64 |       |
| 6    | Marjolein de Jong          | Países Baixos  | 55.99 |       |
| 7    | Shauna Smith               | Estados Unidos | 55.97 |       |
| 8    | Monika Niederstätter       | Itália         | 56.14 |       |

Bateria 2
| Pos. | Atleta               | Nacionalidade  | Tempo | Notas                |
| ---- | -------------------- | -------------- | ----- | -------------------- |
| 1    | Sandra Glover        | Estados Unidos | 54.16 | Q                    |
| 2    | Małgorzata Pskit     | Polónia        | 55.20 | Q                    |
| 3    | Benedetta Ceccarelli | Itália         | 55.41 | Recorde da temporada |
| 4    | Tawa Dortch          | Canadá         | 55.58 |                      |
| 5    | Oksana Gulumyan      | Rússia         | 56.12 |                      |
| 6    | Shevon Stoddart      | Jamaica        | 56.49 |                      |
| 7    | Hristína Hantzí-Neag | Grécia         | 57.11 |                      |
|      | Nicola Sanders       | Grã-Bretanha   |       | DSQ                  |

Bateria 3
| Pos. | Atleta             | Nacionalidade  | Tempo | Notas |
| ---- | ------------------ | -------------- | ----- | ----- |
| 1    | Yuliya Pechonkina  | Rússia         | 53.86 | Q     |
| 2    | Lashinda Demus     | Estados Unidos | 55.00 | Q     |
| 3    | Surita Febbraio    | África do Sul  | 55.74 |       |
| 4    | Debbie-Ann Parris  | Jamaica        | 55.96 |       |
| 5    | Cora Olivero       | Espanha        | 56.47 |       |
| 6    | Marta Chrust-Rozej | Polónia        | 56.80 |       |
| 7    | Zuzana Hejnová     | Chéquia        | 57.29 |       |
|      | Louise Gundert     | Suécia         |       | QSQ   |

### Final
A final ocorreu dia 13 de agosto às 19:05.
| Pos.              | Atleta                     | Nacionalidade  | Tempo | Notas               |
| ----------------- | -------------------------- | -------------- | ----- | ------------------- |
| Medalha de ouro   | Yuliya Pechonkina          | Rússia         | 52.90 | Melhor marca do ano |
| Medalha de prata  | Lashinda Demus             | Estados Unidos | 53.27 |                     |
| Medalha de bronze | Sandra Glover              | Estados Unidos | 53.32 |                     |
| 4                 | Anna Jesień                | Polónia        | 54.17 |                     |
| 5                 | Huang Xiaoxiao             | China          | 54.57 |                     |
| 6                 | Andrea Blackett            | Barbados       | 55.06 |                     |
| 7                 | Tetiana Tereschuk-Antipova | Ucrânia        | 55.09 |                     |
| 8                 | Małgorzata Pskit           | Polónia        | 55.58 |                     |

Legenda
| Recorde mundial       | Recorde mundial (World record)               |                       | Recorde africano                      | Recorde africano (African) |                                           | Q | Classificado por posição (Qualified) |
| Recorde do campeonato | Recorde do campeonato (Championship record)  | Recorde da América    | Recorde da América (Americas)         | q                          | Classificado por melhor tempo (Qualified) |   |                                      |
| Melhor marca do ano   | Melhor marca do ano (World leading)          | Recorde asiático      | Recorde asiático (Asian)              | DNS                        | Não largou (Did not start)                |   |                                      |
| Recorde nacional      | Recorde nacional (National record)           | Recorde europeu       | Recorde europeu (European)            | DNF                        | Não terminou (Did not finish)             |   |                                      |
| Recorde pessoal       | Recorde pessoal do atleta (Personal best)    | Recorde da Oceania    | Recorde da Oceania (Oceania)          | DSQ / DQ                   | Desclassificado (Disqualified)            |   |                                      |
| Recorde da temporada  | Recorde da temporada do atleta (Season best) | Recorde sul-americano | Recorde sul-americano (South America) | NM                         | Sem marca (No mark)                       |   |                                      |